# سیارک ۱۳۰۷۷
سیارک ۱۳۰۷۷ (به انگلیسی: 13077 Edschneider، نامگذاری:1991VD10) سیزده هزار و هفتاد و هفتمین سیارک کشف شده‌است که در ۴ نوامبر ۱۹۹۱ کشف شد.
قدر مطلق سیارک برابر ۱۵.۵ است.